# Wedderburn-tétel
Wedderburn tétele az absztrakt algebrai tételek közé tartozik. Azt állítja, hogy minden véges ferdetest test, vagyis a szorzás kommutatív. Tehát a végességből következik a kommutativitás. Ebből azonnal adódik, hogy egy olyan ferdetest, ami nem test, végtelen sok elemet tartalmaz; ilyen például a kvaterniók ferdeteste.
A tételt először Joseph Wedderburn bizonyította be 1905-ben. Azóta más matematikusok újabb bizonyításokat is találtak; köztük talán Ernst Witt alábbi gondolatmenete a legismertebb.

## Bizonyítás (Witt, 1931)
Tétel: Minden véges ferdetest kommutatív.
Bizonyítás: Legyen {\displaystyle \mathbb {D} } véges ferdetest. Tekintsük {\displaystyle \mathbb {D} } centrumát; ez test. Jelöljük ezt a testet {\displaystyle \mathbb {F} }-fel, elemszámát q-val. {\displaystyle \mathbb {D} } n dimenziós vektortér F fölött egy n természetes számra.
{\displaystyle \mathbb {D} } elemszáma ezzel qn, ezért multiplikatív csoportja qn-1 elemű (nem tartalmazza a nullelemet). Megmutatható, hogy ennek centruma F multiplikatív csoportja. Legyen {\displaystyle a\in \mathbb {D} \setminus \mathbb {F} .}
Vegyük a centralizátorát. Ez azokból az elemekből áll, amikkel a felcserélhető. Ez részferdetest {\displaystyle \mathbb {D} }-ben; elemszáma qd, ahol d osztója n-nek. Ennek multiplikatív csoportja megegyezik a {\displaystyle \mathbb {D} } multiplikatív csoportjában vett centralizátorral.
{\displaystyle \mathbb {D} } multiplikatív csoportjának osztályegyenletével
{\displaystyle q^{n}-1=q-1+\sum _{d<n:d\mid n}{\frac {q^{n}-1}{q^{d}-1}}}
Az n-edik körosztási polinom osztója az {\displaystyle {\frac {x^{n}-1}{x^{d}-1}}} hányadosnak minden d < n osztóra.
Ebből {\displaystyle \Phi _{n}(q)\mid q-1,} ahol {\displaystyle q\geq 2.} Ez csak úgy lehet, hogy n = 1, tehát {\displaystyle \mathbb {F} =\mathbb {D} }.